# Lista de condados de Kentucky

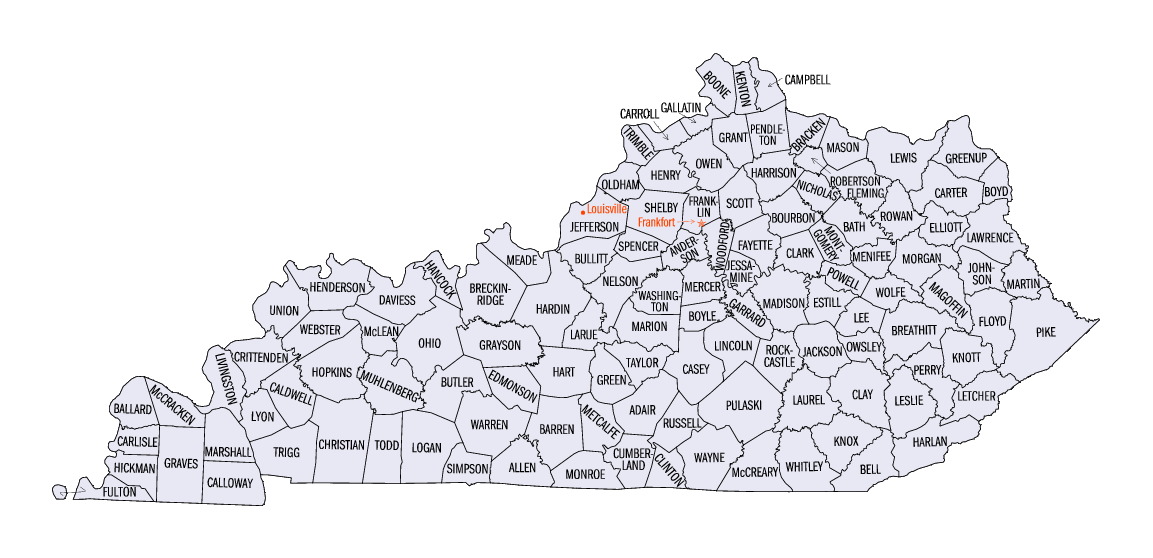
Mapa de Kentucky e seus 120 condados

Esta é uma lista dos 120 condados do estado americano de Kentucky.
| - Adair - Allen - Anderson - Ballard - Barren - Bath - Bell - Boone - Bourbon - Boyd - Boyle - Bracken - Breahitt - Breckinridge - Butler - Bullitt - Caldwell - Calloway - Campbell - Carlisle - Carroll - Carter - Casey - Christian | - Clark - Clay - Clinton - Crittenden - Cumberland - Daviess - Edmonson - Elliott - Estill - Fayette - Fleming - Floyd - Franklin - Fulton - Gallatin - Garrard - Grant - Graves - Grayson - Green - Greenup - Hancock - Hardin - Harlan | - Harrison - Hart - Henderson - Henry - Hickman - Hopkins - Jackson - Jefferson - Jessamine - Johnson - Kenton - Knott - Knox - LaRue - Laurel - Lawrence - Lee - Leslie - Letcher - Lewis - Lincoln - Livingston - Logan - Lyon | - McCracken - McCreary - McLean - Madison - Magoffin - Marion - Marshall - Martin - Mason - Meade - Menifee - Mercer - Metcalfe - Monroe - Montgomery - Morgan - Muhlenberg - Nelson - Nicholas - Ohio - Oldham - Owen - Owsley - Pendleton | - Perry - Pike - Powell - Pulaski - Robertson - Rockcastle - Rowan - Russell - Scott - Shelby - Simpson - Spencer - Taylor - Todd - Trigg - Trimble - Union - Warren - Washington - Wayne - Webster - Whitley - Wolfe - Woodford |